# Syrphoctonus pectoralis
Syrphoctonus pectoralis là một loài tò vò trong họ Ichneumonidae.